# 遺產谷
遺產谷（Heritage Valley），是一個位於加拿大亞伯達省愛德蒙頓市的一個下轄區域。最早於2001年於遺產谷服務概論規劃簡章（Heritage Valley Servicing Concept Design Brief）納入市境並建設。

## 地理
遺產谷區域大致上為懷特瑪德溪（Whitemud Creek）和布拉克瑪德溪（Blackmud Creek）至亞伯達省2號公路之間；以41大街邊界以北，至安東尼·瀚迪道（亞伯達省216號公路）之間之區域。境內有多處公園和教育設施。

## 下屬區劃
遺產谷區域鄰里社區命名主題為「建市百年愛德蒙頓人紀念命名」（Edmontonians of the Century），社區名稱多為近百年間有對城市有貢獻者。根據遺產谷服務概論規劃簡章，此區域可以區分為以下十五個鄰里社區：
- 阿拉爾德，命名自查爾斯·亞歷山大·阿拉爾德；於2007年經由阿拉爾德鄰里社區區域計劃案（Allard NASP）正式命名[6]。
- 布拉克瑪德溪，命名自鄰近的同名河流；於1998年經由布拉克瑪德溪鄰里社區區域計劃案（Blackmud Creek NASP）正式命名[7]。
- 卡拉漢，於2005年經由卡拉漢鄰里社區區域計劃案（Callaghan NASP）正式命名[8]。
- 卡什曼，於2005年經由卡什曼鄰里社區區域計劃案（Cashman NASP）正式命名[9]。
- 卡瓦納，命名自特倫斯·詹姆斯·卡瓦納（Terence James Cavanagh）。
- 查普爾，於2008年經由查普爾鄰里社區區域計劃案（Chappelle NASP）正式命名[10]。
- 迪斯羅舍斯，於2010年經由迪斯羅舍斯鄰里社區區域計畫案（Desrochers NASP）正式命名[11]。
- 格雷登丘，命名自羅塞塔·格雷登（Rosetta Graydon）。
- 黑斯里奇，經由黑斯里奇鄰里社區區域計畫案（Hays Ridge NASP）正式命名[12]。
- 遺產谷第十四號鄰里社區（尚未正式命名）
- 遺產谷區域中心，於2009年經由遺產谷區域中心鄰里社區區域計畫案（Heritage Valley Town Centre NASP）正式命名[13]。
- 麥克伊文，於2001年經由麥克伊文鄰里社區區域計畫案（MacEwan NASP）正式命名[14]。
- 佩斯利，命名自布萊恩·佩斯利（Brian Paisley）[15]；於2011年經由佩斯利鄰里社區區域計畫案（Paisley NASP）正式命名[16][17]。
- 里奇福德，於1999年經由里奇福德鄰里社區區域計畫案（Richford NASP）正式命名[18]。
- 羅斯福，命名自亞歷山大·卡麥隆·羅斯福（Alexander Cameron Rutherford）；於2001年經由羅斯福鄰里社區區域計畫案（Rutherford NASP）正式命名[19]。

## 交通

### 道路
區域主要幹道（Arterials）為南北向的111街、141街、詹姆斯·莫瓦特徑和東西向的艾勒斯利路、30大街和41大街（市/區邊境）。

### 公共交通
遺產谷轉運站（Heritage Valley Transit Centre）位於境內的艾勒斯利路和127街路口處。是一個由愛德蒙頓交通局直接管轄的公車轉運站何未來計畫鐵路站點。站內設施有公共廁所、恆溫候車亭和1100多個停車格。

#### 公車

##### 快速路線
自轉運站駛離的快速路線為以下路線：
| 迄站     | 路線 |
| -------- | ---- |
| 世紀公園 | 700X |
| 博蒙特   | 540  |

##### 社區路線
其他社區的市區公車路線亦有：
| 迄站/折返點 | 路線編號/名稱           |
| ----------- | ----------------------- |
| 查普爾      | 719 世紀公園-查普爾     |
| 迪斯羅舍斯  | 721 世紀公園-迪斯羅舍斯 |
| 阿拉爾德    | 722 世紀公園-阿拉爾德   |

##### 叫車服務
愛德蒙頓交通局於2022年建立「叫車公車路線」（On Demand Transit）系統，其中遺產谷區域範圍中的社區：卡什曼、卡瓦納、格雷登丘和黑斯里奇屬於其中L區的叫車區域，有多個公車站點於該些社區境內，並可接駁至世紀公園轉運站或是勒格轉運站。

#### 輕軌
因遺產谷區域為市中心以南之區塊，介於市中心和機場之間，故愛德蒙頓輕軌首都線南延伸段計畫亦有計畫行駛經由遺產谷區域至機場一帶。
以下為經過遺產谷區域的預計站點：
| 站點名稱                                       | 站體結構 | 區域 | 預計開通 | 經緯度                                          |
| ---------------------------------------------- | -------- | ---- | -------- | ----------------------------------------------- |
| 北遺產谷站 (Heritage Valley North)             | 高架     | 南   | 尚未公布 | 53°25′32″N 113°32′49″W / 53.42556°N 113.54694°W |
| 省轄地站 (Provincial Lands)                    | 平面     | 南   | 尚未公布 | 53°25′3″N 113°32′49″W / 53.41750°N 113.54694°W  |
| 遺產谷區域中心站 (Heritage Valley Town Centre) | 平面     | 南   | 尚未公布 | 53°24′30″N 113°32′36″W / 53.40833°N 113.54333°W |
| 迪斯羅舍斯/阿拉爾德站 (Desrochers/Allard)      | 平面     | 南   | 尚未公布 | 53°24′3″N 113°32′29″W / 53.40083°N 113.54139°W  |

## 資料來源
1. 1 2   (PDF). City of Edmonton.   [February 13, 2013]. （原始内容 (PDF)存档于May 7, 2015）.
2. ↑  . City of Edmonton.   [February 13, 2013]. （原始内容存档于2013-03-28）.
3. 1 2   (PDF). City of Edmonton. August 2011  [2012-05-14]. （原始内容 (PDF)存档于2011-06-16）.
4. ↑   (PDF). City of Edmonton Naming Committee. December 11, 2012  [March 19, 2013]. （原始内容 (PDF)存档于September 26, 2013）.
5. ↑  . City of Edmonton.   [2012-05-26]. （原始内容存档于2023-06-30）.
6. ↑   (PDF). City of Edmonton. August 2011  [2012-06-08]. （原始内容 (PDF)存档于2011-06-16）.
7. ↑   (PDF). City of Edmonton. October 2008  [2012-06-08]. （原始内容 (PDF)存档于2012-05-12）.
8. ↑   (PDF). City of Edmonton. March 2011  [2023-04-19]. （原始内容存档 (PDF)于2013-09-04）.
9. ↑   (PDF). City of Edmonton. January 2011  [2012-06-08]. （原始内容 (PDF)存档于2012-05-12）.
10. ↑   (PDF). City of Edmonton. April 2011  [2012-06-08]. （原始内容 (PDF)存档于2011-06-16）.
11. ↑   (PDF). City of Edmonton. December 2010  [2012-06-08]. （原始内容 (PDF)存档于2012-05-12）.
12. ↑  . City of Edmonton.
13. ↑   (PDF). City of Edmonton. March 2011  [2012-06-08]. （原始内容 (PDF)存档于2012-05-12）.
14. ↑   (PDF). City of Edmonton. August 2003  [2012-06-08]. （原始内容 (PDF)存档于2012-05-12）.
15. ↑   (PDF). City of Edmonton. August 2011  [2012-06-08]. （原始内容存档 (PDF)于2012-05-12）.
16. ↑  . City of Edmonton Naming Committee.   [2012-08-23]. （原始内容存档于2013-01-03）.
17. ↑  Elise Stolte. . Edmonton Journal. 2012-08-23  [2012-08-23]. （原始内容存档于2012-08-26）.
18. ↑   (PDF). City of Edmonton. November 2008  [2012-06-08]. （原始内容 (PDF)存档于2012-05-12）.
19. ↑   (PDF). City of Edmonton. March 2011  [2012-06-08]. （原始内容 (PDF)存档于2012-05-12）.
20. 1 2  . City of Edmonton.   [24 November 2020]. （原始内容存档于2021-06-22）.
21. ↑  Ramsay, Caley. . Global News.   [24 November 2020]. （原始内容存档于2023-04-24）.
22. ↑  .   [2023-04-19]. （原始内容存档于2023-04-19）.
23. ↑  Thompson, Jeremy. . CTV News.   [24 November 2020]. （原始内容存档于2023-04-24）.
24. ↑   (PDF).   [2023-04-19]. （原始内容存档 (PDF)于2023-04-19）.
25. ↑   (PDF).   [2023-04-19]. （原始内容存档 (PDF)于2023-04-19）.
26. ↑   (PDF).   [2023-04-19]. （原始内容存档 (PDF)于2023-04-19）.
27. ↑   (PDF).   [2023-04-19]. （原始内容存档 (PDF)于2023-04-19）.
28. ↑  .   [2023-04-19]. （原始内容存档于2022-12-14）.